# Zaouia El Abidia
Zaouia El Abidia è un comune dell'Algeria, situato nella provincia di Touggourt.